# 马尔尼茨 (奥地利)
马尔尼茨是奥地利克恩顿州德劳河畔施皮塔尔县的一个市镇。总面积111.47平方公里，总人口848人，人口密度7.6人/平方公里（2011年）。